# Octodiceras mexicanum
Octodiceras mexicanum là một loài Rêu trong họ Fissidentaceae. Loài này được (Müll. Hal.) A. Jaeger mô tả khoa học đầu tiên năm 1876.